# Коефицијент корелације
Коефицијент корелације је мера заједничког варирања две или више варијабли и степена њихове повезаности. Показује да ли постоји повезаност између варијабли, као и квалитет повезаности. Позитивна је ако је пораст мера једне варијабле праћен порастом мера друге. Негативна повезаност постоји ако је пораст мера једне варијабле праћену опадањем мера друге.